# Alprazolám
Az alprazolám (INN: alprazolam) egy triazolo-benzodiazepin. Kémiai struktúrájában eltér a diazepámtól, mivel a molekula stabil triazol gyűrűt tartalmaz. Gyógyszerként a benzodiazepinekre általánosan jellemző hatást kiváltó tulajdonsággal rendelkezik, azaz szorongásoldó, nyugtató-altató, izomlazító, antiepileptikus hatása van.
A VIII. Magyar Gyógyszerkönyvben Alprazolamum    néven hivatalos.  
 Eredetileg Xanax gyógyszernéven vált ismertté, de Magyarországon generikumként az e hatóanyagot tartalmazó gyógyszert Frontin és Helex néven is forgalmazzák.

## Hatása
Hatékony gyógyszer a szorongás és a pánikbetegség kezelésében. Az alprazolamnak nagy affinitása van az agyi benzodiazepin-kötő receptorokhoz. Általánosan elfogadott tény, hogy a benzodiazepinek hatása a Gamma-Aminovajsav (GABA) közvetítésével kiváltott pre- és posztszinaptikus-neurális gátláson alapul.
Az alprazolám csökkenti az elalváshoz szükséges időt, növeli az alvás időtartamát, és csökkenti az éjszakai felriadások számát. Az alprazolám kismértékben lerövidíti az alvás 3., 4. ill. REM fázisát. Az alprazolám dózisfüggően növelte a REM fázis felléptéig eltelt időt.

## Farmakokinetika
Az alprazolám hatása 30 percen belül jelentkezik és jól felszívódik az emésztőtraktusból. A csúcs plazmakoncentrációt 1-2 órán belül eléri. A molekulák nagy része a plazmafehérjékhez kötött, főleg a szérumalbuminhoz. A májban α-hidroxialprazolámmá hidroxilálódik, amely aktív metabolit. A metabolitok a vesében glukoronidok formájában ürülnek.

## Mellékhatásai
Lecsökken a szervezet GABA-termelése, és a nyugtató hatás eléréséhez egyre több és több szerre van szükség. A hirtelen abbahagyása esetén is súlyos elvonási tünetek jelentkezhetnek.
Lehetséges mellékhatásai:
- szédülés
- gátlások csökkenése, félelemérzet megszűnése
- depresszió, öngyilkossági gondolatok
- hallucináció, nyugtalanság
- hiperaktivitás
- szédülés, ájulás
- csökkent vizeletkiválasztás
- fejfájás
- beszédzavar
- amnézia
- étvágyzavar
- homályos látás
- székrekedés, hasmenés
- csökkent nemi vágy
- szájszárazság
- idegesség, alvászavar
- gyors szívverés

## Jogi státusz
Az Egyesült Államokban az alprazolám vényköteles gyógyszer hatóanyag, egyúttal a Schedule IV. kategóriában nyilvántartott drog.  Az Egyesült Királyság kábítószer-visszaélés osztályozási rendszerében a benzodiazepineket a C osztályú drogok közé sorolják.  Az Egyesült Királyságban az alprazolám nem áll rendelkezésre a nemzeti egészségügyi szolgáltatón keresztül. Írországban és Svédországban az alprazolám Schedule IV. kategóriába sorolt gyógyszer. Ausztráliában az alprazolám eredetileg a Schedule IV. kategóriájába tartozó (vényköteles) gyógyszer volt, azonban a káros hatásai és az egyre gyakoribb visszaélések miatt 2014 februárjától a Schedule-8 gyógyszerkategóriába sorolták át, így szigorúbb gyógyszerfelírási követelmények vonatkoznak rá.

## Készítmények
Az alprazolám a nemzetközi gyógyszerkereskedelemben számos készítmény hatóanyaga önállóan vagy kombinációban.
Magyarországon Alprazolam (Orion), Frontin, Helex és Xanax néven van forgalomban 3–4 féle hatóanyagtartalommal.

### Frontin
Hatóanyag: 0,25 mg, 0,50 mg, 1,00 mg alprazolám tablettánként.
Segédanyagok: kolloid szilícium-dioxid, nátrium-lauril-szulfát, kukoricakeményítő, magnézium-sztearát, mikrokristályos cellulóz, laktóz-monohidrát (96 mg) [sárga vas-oxid (E 312) / vörös vas-oxid (E 313)]

### Xanax
Hatóanyag: 0,25 mg, 0,50 mg, 1,00 mg, ill. 2,00 mg alprazolám tablettánként.
Segédanyagok:  vízmentes kolloid szilícium-dioxid, magnézium-sztearát, dokuzát-nátrium, nátrium-benzoát, kukoricakeményítő, mikrokristályos cellulóz, laktóz-monohidrát (96 mg), eritrozin Al lakk (E 127), indigókármin Al lakk (E 132).